# Antônio Pedro Misiara
Dom Antônio Pedro Misiara (Tietê, 1 de dezembro de 1917 –  Bragança Paulista, 11 de maio de 2004) foi um sacerdote católico brasileiro, terceiro bispo de Bragança Paulista.
Era filho de João Pedro Misiara e de Ana José Misiara, imigrantes libaneses, católicos do rito maronita.

## Estudos
Realizou seus primeiros estudos na sua terra natal. Ingressou no Seminário Menor de Botucatu, onde permaneceu de 1931 a 1936. Licenciou-se em  Filosofia e Teologia, pela Pontifícia Universidade Gregoriana, em Roma, onde também fez a pós-graduação em Direito Canônico.  Permaneceu em Roma de 1936 a 1945.

## Presbiterado
Foi ordenado sacerdote, em 24 de abril de 1943, na Arquibasílica de São João Latrão, em Roma, tendo antes pedido dispensa do rito maronita para adoção do rito latino. Foi incardinado à então Diocese de Sorocaba.

## Atividades antes do Episcopado
De volta ao Brasil, Dom José Carlos de Aguirre, então bispo de Sorocaba, o nomeou reitor do Seminário Menor de São Carlos Borromeu, naquela cidade; tendo exercido este cargo de 1945 a 1954. A 3 de janeiro de 1950, foi criado Monsenhor Camareiro Secreto, pelo Papa Pio XII. A 8 de dezembro de 1954, foi feito cônego do cabido da catedral de Sorocaba. Foi professor e diretor da Faculdade de Teologia Nossa Senhora da Assunção, professor e diretor da ‘’Faculdade de Filosofia, Ciências e Letras de Sorocaba’’ (1951-1960), ocasião em que dirigiu o jornal ‘’Mensageiro Diocesano", também de Sorocaba. A 26 de março de 1967 passou a ser o reitor do Seminário Filosófico de Sorocaba. Foi um dos fundadores, professor e diretor administrativo da Faculdade de Medicina da Pontifícia Universidade Católica de São Paulo (1951-1973), em Sorocaba. Também foi reitor do Seminário Central da Imaculada Conceição, no Ipiranga, em São Paulo (1974-1976),  tendo ainda exercido muitos outros cargos acadêmicos.

## Episcopado
A 27 de outubro de 1976, foi escolhido bispo diocesano de Bragança Paulista, em razão da renúncia de Dom José Lafayette Ferreira Álvares. A 10 de dezembro de 1976, foi sagrado bispo, na sua catedral de Sorocaba, tendo por sagrante principal Dom Carmine Rocco, então Núncio Apostólico no Brasil, e como consagrantes: Dom José Lafayette Ferreira Álvares, bispo emérito de Bragança Paulista, e Dom José Melhado Campos, então bispo diocesano de Sorocaba.

## Atividades no Episcopado
Sagrado bispo, tomou posse da Diocese de Bragança Paulista a 1 de janeiro de 1977, a qual governou por dezoito anos com extremado zelo pastoral. Neste período produziu diversas cartas pastorais e outros documentos de relevante importância para a cultura religiosa e geral e seus súditos diocesanos. Renunciou a 17 de maio de 1995, mas governou a diocese até 15 de agosto do mesmo ano, quando da posse de Dom Bruno Gamberini. Após a renúncia, continuou a residir no Palácio São José, desenvolvendo seu apostolado junto aos doentes e confessando na catedral. Bispo mariano, durante toda a sua vida demonstrou um imenso amor filial para com a Virgem Maria.
Após longa enfermidade, faleceu a 11 de maio de 2004 em Bragança Paulista, sendo suas exéquias pontificadas pelo então arcebispo de Campinas, Dom Gilberto Pereira Lopes, na Sé Catedral de Bragança Paulista, onde foi sepultado na cripta.

## Brasão e Lema
- Descrição: escudo eclesiástico de argente com uma banda de goles carregada do monograma composto pelas letras gregas Khi (Χ) e Rô (Ρ), de jalde, entre as letras Alfa (Α) e Omega (Ω), do mesmo; tendo à senestra o monograma composta das letras ICVM, em letras de blau; e à dextra um cedro do Líbano de sinopla. O escudo está assente na cruz  processional trevolada de jalde. Timbre: o chapéu eclesiástico forrado de vermelho, com seus cordões  e seis borlas de cada lado, postas: 1, 2 e 3, tudo de verde. Listel de argente com o lema SCIO CUI CREDIDI, em letras de blau.
- Interpretação: O campo de argente (prata) representa pureza, castidade e inocência. A banda de goles (vermelho) representa valor, intrepidez e o fogo da caridade que arde no coração do bispo, sendo que tem esse esmalte em suas armas, obriga-se a defender e socorrer os oprimidos. As letras gregas Khi (Χ) e Rô (Ρ) são o monograma de Cristo Nosso Senhor, e as letras Alfa (Α) e Omega (Ω) significam ser Jesus Cristo o princípio e o fim de todas as coisas, sendo de jalde (ouro) estas letras representam nobreza, autoridade, premência, generosidade, ardor e descortínio. O monograma ICVM significa Immaculata Concepcio Virginis Mariæ (Imaculada Conceição da Virgem Maria), e traduz a devoção filial do bispo para com a Mãe de Deus, sendo de blau (azul) simboliza justiça, serenidade, lealdade e nobreza. O cedro do Líbano representa a origem familiar de Dom Misiara e sendo de sinopla (verde) epresenta: esperança, liberdade, abundância, cortesia e amizade. O seu lema: "Scio cui credidi" (Sei em quem acreditei), foi retirado da Segunda Carta de São Paulo a Timóteo (2 Tim.: I, 12), sintetizando a fé e a confiança inabaláveis do bispo em Jesus Cristo.

## Sucessão
Na Diocese de Bragança Paulista, Dom  Antônio Pedro Misiara foi o terceiro bispo, tendo sucedido a Dom José Lafayette Ferreira Álvares e sendo sucedido por Dom Bruno Gamberini.

## Bispos Ordenados
Dom Antônio Pedro Misiara foi co-consagrante de:
- Dom Miguel Maria Giambelli B.
- Dom Bruno Gamberini